# 島根県道185号三刀屋佐田線
島根県道185号三刀屋佐田線（しまねけんどう185ごう みとやさだせん）は、島根県雲南市から出雲市に至る一般県道である。

## 概要
雲南市三刀屋町乙加宮から出雲市佐田町上橋波に至る。

### 路線データ
- 起点：雲南市三刀屋町乙加宮（鍋山交差点、国道54号交点）
- 終点：出雲市佐田町上橋波（国道184号交点）
- 通行不能区間：雲南市三刀屋町根羽別所 - 出雲市佐田町朝原間（約0.7 km）
- 冬期閉鎖区間：雲南市三刀屋町乙加宮 - 雲南市三刀屋町根羽別所（三刀屋側車道末端）間（約0.9 km、12月15日 - 翌年3月15日）

## 歴史
- 1993年（平成5年）5月11日 - 建設省から、県道大田三刀屋線の一部を大田佐田線として主要地方道に指定される[1]。
- 1994年（平成6年）4月1日 - 島根県告示第408号により認定される。

かつては島根県道163号大田三刀屋線の一部だったが、同路線の出雲市佐田町上橋波以遠が1993年（平成5年）の主要地方道再編により島根県道56号大田佐田線に再編されたためその残部をもって現路線が成立した。
- 2004年（平成16年）11月1日 - 飯石郡三刀屋町が雲南市に移行したことにより起点の地名表記が変更される（飯石郡三刀屋町乙加宮→雲南市三刀屋町乙加宮）。
- 2005年（平成17年）3月22日 - 簸川郡佐田町が出雲市に移行したことにより終点の地名表記が変更される（簸川郡佐田町上橋波→出雲市佐田町上橋波）。

## 路線状況

### 重複区間
- 島根県道39号湖陵掛合線（出雲市佐田町須佐 - 出雲市佐田町反辺（たんべ）・矢源寺橋交差点）

## 地理

### 通過する自治体
- 島根県
  - 雲南市 - 出雲市

### 交差する道路
| 交差する道路                           | 市町村名 | 交差する場所         | 交差する場所      |
| -------------------------------------- | -------- | -------------------- | ----------------- |
| 国道54号 島根県道51号出雲奥出雲線 重複 | 雲南市   | 三刀屋町乙加宮       | 鍋山交差点 / 起点 |
| 通行不能区間                           |          |                      |                   |
| 島根県道39号湖陵掛合線 重複区間起点    | 出雲市   | 佐田町須佐           |                   |
| 島根県道39号湖陵掛合線 重複区間終点    | 出雲市   | 佐田町反辺（たんべ） | 矢源寺橋交差点    |
| 島根県道325号佐田八神線                | 出雲市   | 佐田町反辺           |                   |
| 国道184号                              | 出雲市   | 佐田町上橋波         | 終点              |

### 沿線
- みとや深谷温泉
- 雲南市立鍋山小学校
- 出雲市立須佐小学校
- 目田森林公園